# Mittelwald

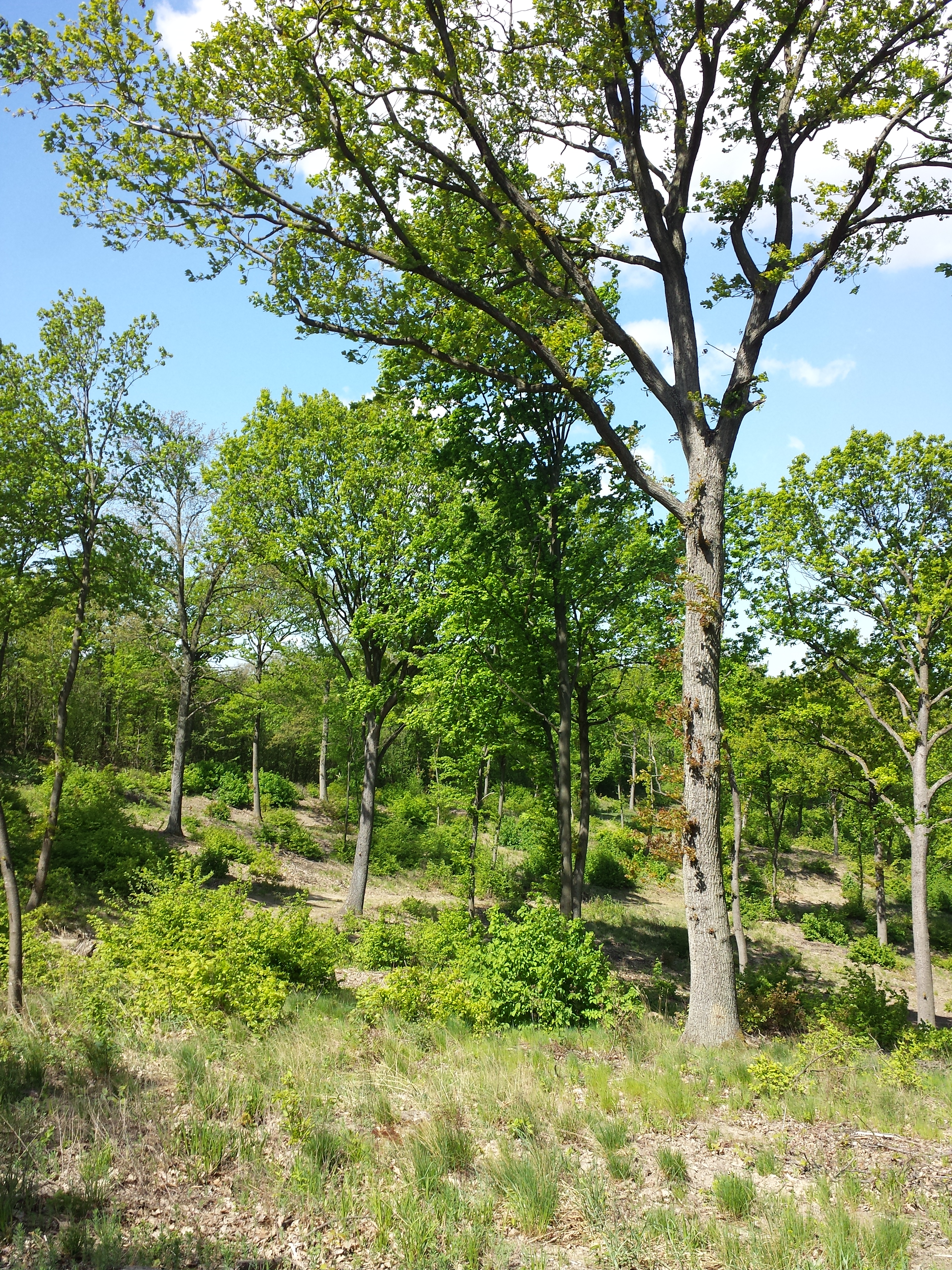
Xerothermer Mittelwald nächst Ladendorf im niederösterreichischen Weinviertel. Die Niederwaldschicht wurde wenige Jahre zuvor auf Stock gesetzt.

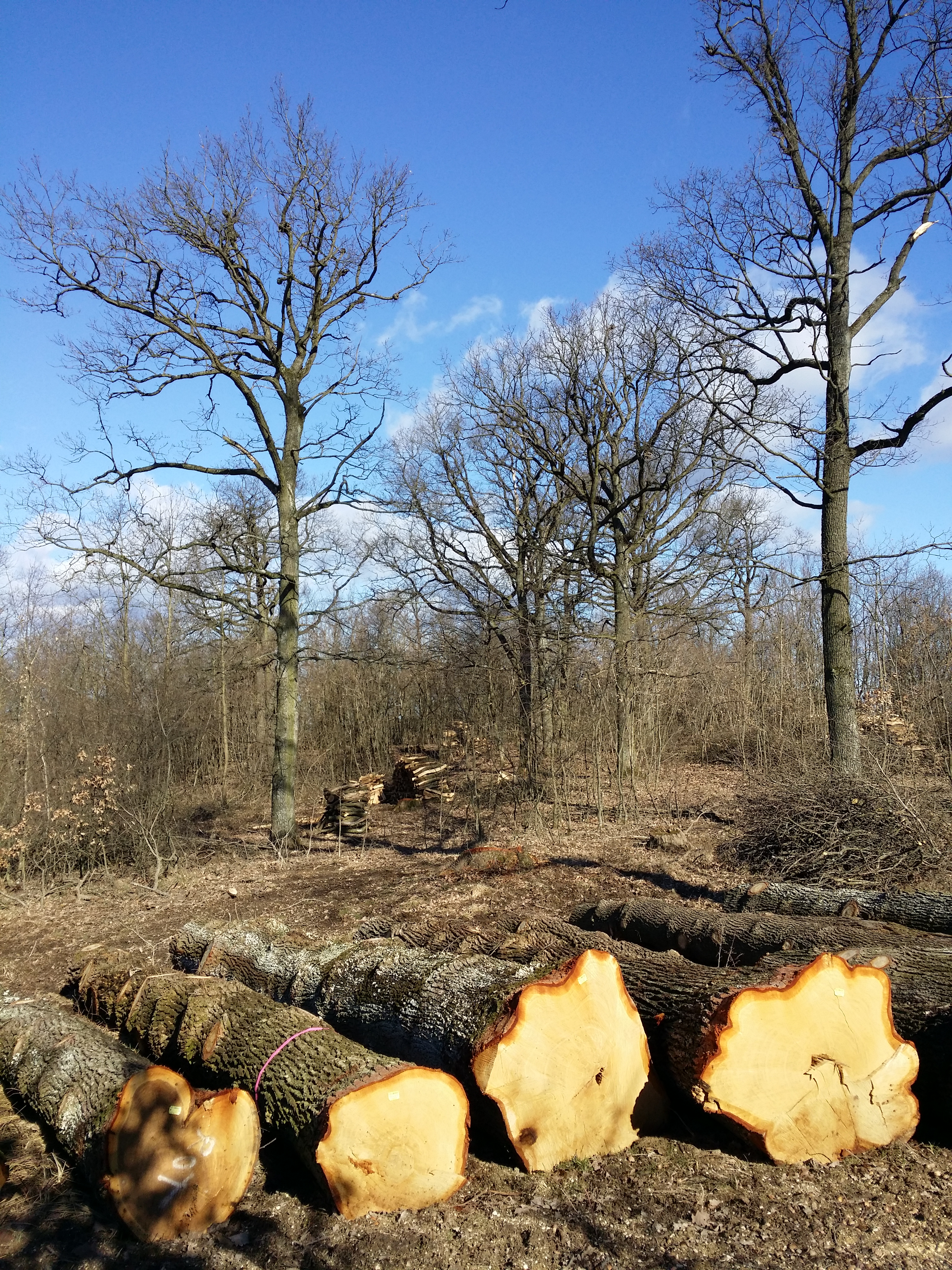
Schlagfläche in einem traditionell bewirtschafteten Mittelwald mit geschlägerten Kernwüchsen der Trauben-Eiche im Vordergrund und dem Ertrag des Unterstands im Hintergrund.

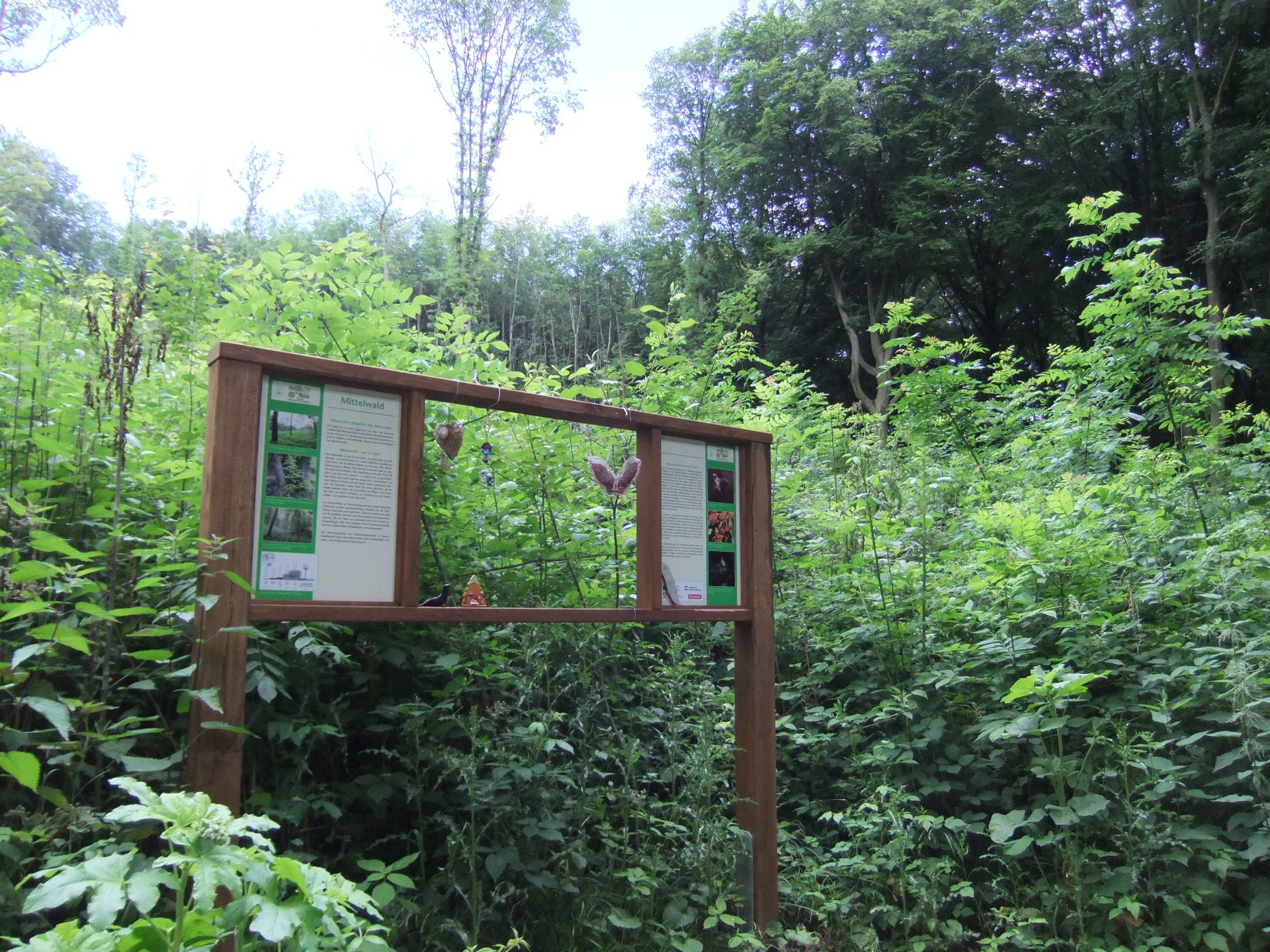
Infostation zur Mittelwaldwirtschaft im Bielefelder Stadtwald

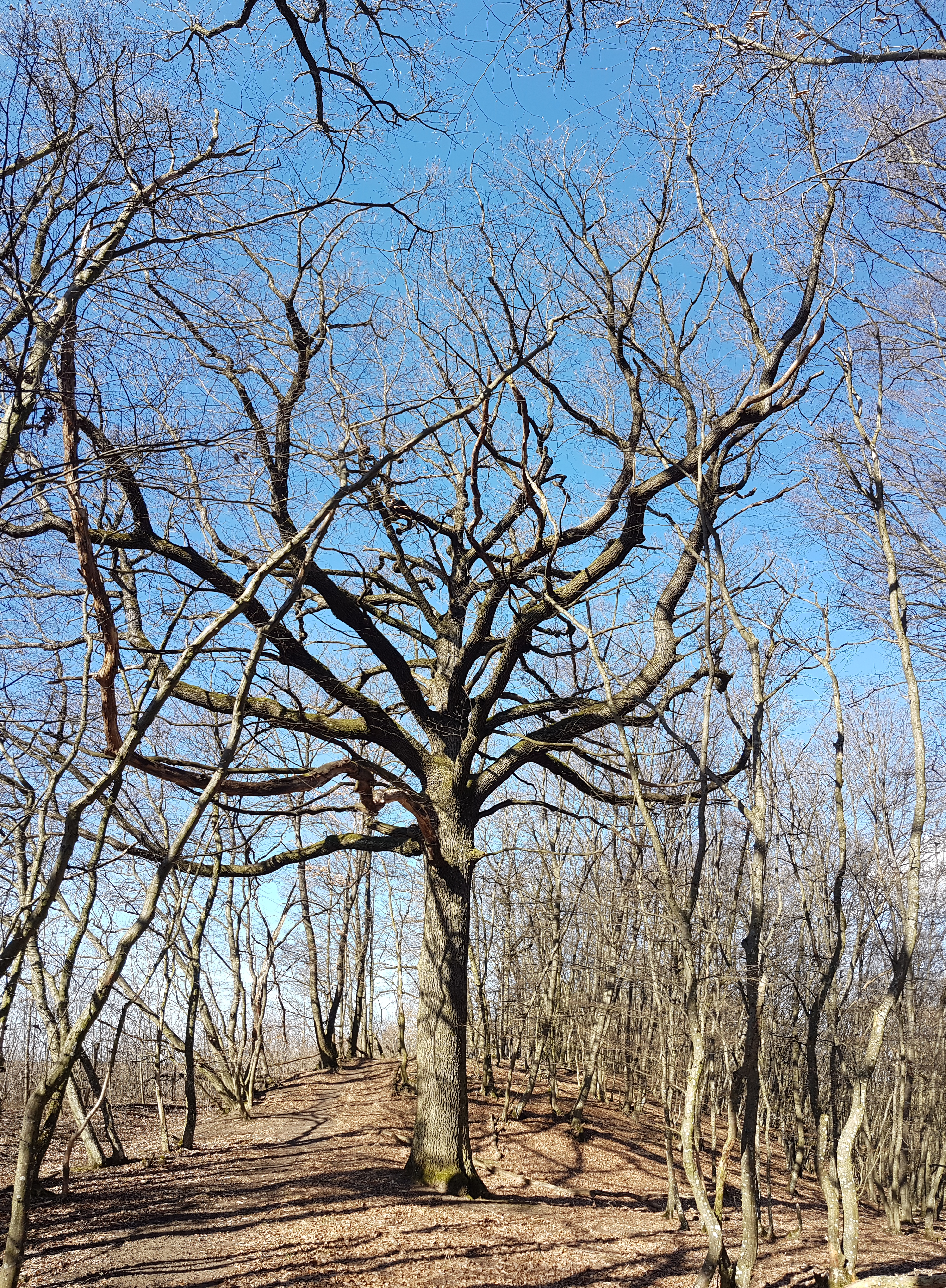
Kernwuchs einer Trauben-Eiche mit ausladenden Ästen, daneben bzw. darunter Stockausschläge der Hainbuche.

Ein Mittelwald ist eine historische Betriebsart im Waldbau. Hierbei werden zwei Bewirtschaftungsformen miteinander kombiniert: der Niederwald mit seinen kurzen Umtriebszeiten und einer gleichaltrigen Unterschicht, und der Hochwald mit seinen langen Umtriebszeiten und einer meist ungleichaltrigen Oberschicht.

## Merkmale und Bewirtschaftung
Der Mittelwald besteht aus zwei Baumschichten, dem Oberholz, das alt werden darf, und dem Unterholz, das etwa alle 30 Jahre flächig als Brennholz geerntet wird. Diese Schichtung entwickelt sich, da man bei Aberntung der Stockausschläge gut gewachsene Bäumchen gewünschter Baumarten stehen ließ. Dabei handelte es sich um nutzholzliefernde Lichtbaumarten wie Eiche, Esche oder Pappel. Diese Kernwüchse (sogenannte „Lassreitel“) haben ähnliche Funktionen wie die Überhälter im Hochwald. Sie erlauben eine natürliche Verjüngung im Unterholz. Weiterhin entwickeln sie in dieser Waldform mächtige Kronen, die Refugien für zahlreiche Tier- und Pflanzenarten darstellen.
Später ging man dazu über, die Oberschicht durch Pflanzungen einzubringen. Besonders beliebt war die Eiche, da sie nicht nur wertvolles Bauholz liefert, sondern auch eine herbstliche Schweinemast ermöglicht. Viele mitteleuropäische Eichen-Hainbuchen-Wälder sind auf die Mittelwaldwirtschaft zurückzuführen.
Um der Holznot durch Übernutzung der Wälder zu begegnen, hatte im Hochstift Würzburg der Fürstbischof Julius Echter 1584 in Franken die Mittelwaldwirtschaft als Kombination von Brenn- und Bauholznutzung eingeführt. Der Begriff „Mittelwald“ stammt von dem Forstwissenschaftler Heinrich Cotta, der ihn in seinem Buch Anweisung zum Waldbau (1817) erstmals verwendete. Der Mittelwald „ist praktisch ein Niederwald, bei dem man immer einzelne, besonders gute Stämme – meist Eichen – älter werden lässt und erst nach Erreichen eines nutzholzfähigen Durchmessers erntet“.
Bis vor wenigen Jahren war die Mittelwaldwirtschaft stark im Rückgang begriffen. Etwa 1 % der bundesdeutschen Waldfläche wird derzeit noch als Nieder- bzw. Mittelwald genutzt. Ehemalige Mittelwälder werden in Hochwälder überführt. Im mittelfränkischen Kehrenberg befindet sich ein nach wie vor in Nutzung stehendes und wissenschaftlich gut untersuchtes Mittelwaldgebiet. Im Stadtwald der unterfränkischen Gemeinde Iphofen befindet sich ein ca. 380 Hektar großer Mittelwald. Dieser wird von den Einwohnern der Stadt Iphofen seit über 500 Jahren genutzt.  Das Naturschutzgebiet Hörnauer Wald im Landkreis Schweinfurt wird ebenfalls als Mittelwald genutzt. Im Bielefelder Stadtwald wird auf einer kleinen Fläche Mittelwaldwirtschaft als Teil eines Lehrpfades betrieben. In Frankreich ist diese Form der Waldbewirtschaftung noch wesentlich stärker verbreitet als in Deutschland (1963 betrug sie dort noch 45 %).
Ungeachtet historischer oder ästhetischer Bedeutung können Mittelwälder besondere Biotope sein und ein spezielles Ökosystem bilden. Für einen Artenschutz ist deshalb der Erhalt dieser speziellen Lebensräume vonnöten.

## Folgen der ehemals weiten Verbreitung der Mittelwaldwirtschaft
Bis in die Mitte des 19. Jahrhunderts waren große Teile der Waldfläche des heutigen Deutschlands Mittelwälder. Es gibt starke Indizien dafür, dass die mittlerweile vergangene Mittelwaldwirtschaft in vielen heutigen Hochwäldern noch umfassend nachwirkt, indem sie die Tier- und Pflanzenvielfalt bis zu 120 Jahre nach der Mittelwaldaufgabe erhöht. Vor allem heutige Kalkbuchenwälder sind neueren Untersuchungen nach nur so artenreich, da sie zuvor jahrhundertelang als Eichen-Hainbuchen-Mittelwälder genutzt wurden. Da dieser Effekt im Laufe der Jahrzehnte abnimmt, wird dies den zukünftigen Naturschutz im Wald, zum Beispiel im Zuge des Verschlechterungsverbotes der europäischen FFH-Richtlinie, vor große Herausforderungen stellen.